# داكتلس (أسطورة)
الداكتلس أو الداكتيلوي (بالإنجليزية: The Dactyls or Daktyloi)‏، (بالإغريقية: Δάκτυλοι: الأصابع)‏ كانوا سلالة أو عِرق أسطوري قديم من الذكور مُرتبط بالإلهة الأم الكُبرى في الأساطير اليونانية، سواء أكانت سيبيل أو ريا. تختلف أعدادهم، لكن غالبًا ما كانوا عشرة رجال أرواح مثل الكوريبانتيين [الإنجليزية] الثلاثة أو الكابيري وكانوا غالبًا ما يعوض بعضهم البعض. وكان كلاهما حدادين ومُعالجين قُدامى. وفي بعض الأساطير، كانوا تحت يد هيفيستوس إله الحدادة، كما قاموا بتعليم البشر صنع الأدوات المعدنية والرياضيات والأبجدية.
في الأسطورة، أنه عندما علمت أنكيالي [الإنجليزية] أن موعد ولادتها قد حان، ذهبت إلى كهف بسيتشرو على جبل إيدا كريت، وبينما كانت تجلس القرفصاء أثناء المخاض، غرزت أصابعها في الأرض (غايا)، مما أدى إلى ظهور هذه الداكتلس أي (الأصابع).